# 大昌寺
大昌寺（だいしょうじ）は、長野県長野市戸隠栃原にある曹洞宗の寺院。紅葉伝説が残る。

## 概要
当寺の前身は真言宗の密蔵寺とされ、戸隠山顕光寺や修験道の影響下にあったと考えられる。この頃の空海作という地蔵菩薩像・毘沙門天像は明和3年（1766年）に通方が位牌堂に安置し、地蔵菩薩像は現在でも位牌堂に残されている。
新発田藩主・溝口伯耆守（溝口宣勝あるいは宣直か）あるいは溝口信濃守が戸隠栃原の福平城に在城していた頃、当寺が景勝の地であったことから祈願所として尊崇したという。付近には溝口の地名が残る。
密蔵寺が廃寺となった後、機室麟蔵主という人物が小さな庵を立てて坐禅をするようになり、また腰牧沖に30石程の田畑を開墾した。麟蔵主からは、通岩達蔵主、嘯安麟虎首座、団叟要快鉄首座、虚応大心和尚、瑞応機大和尚、一通恕三大和尚の7人が当地で修行・開墾したとされ、墓所には現在も無縫塔が残されている。瑞応機の位牌は旧鬼無里村の正福寺（戸隠三千坊のひとつ）にも残されており、当寺を創建した松巌芳祝前住の有明村（現在の安曇野市穂高有明）青原寺の過去帳にも瑞応機の名前が見える。なお、松巌芳祝が創建した松巌寺は火事によってか位牌が残されていないが、松巌寺も瑞応機と何らかの関係があったと考えられる。
慶長9年（1604年）には松巌芳祝によって現在に繋がる大昌寺が創建された。松巌芳祝は繁室正茂の弟子であり、青原寺9世、小川村明松寺3世、竜門寺・松巌寺開山の祖であった。また、永平寺にて一夜住職を務めている。正保元年（1645年）1月3日に明松寺にて示寂した。2世・独州快尊も明松寺にて示寂している。
同じく慶長9年（1604年）8月には大久保長安によって10石3斗を寄進されたとする伝説があるが、実際に行われたのは慶安2年（1649年）10月17日の機室麟蔵主の開墾した農地の免税と檀家戸籍の確定であり、大昌寺開山以前から当地にて修行をしていた松巌芳祝の弟子・一通恕三の尽力によって行われたものであった。
当寺3世・南国胡珊は中興の祖であり、真言宗の色が濃かった当寺を曹洞宗の寺として整え、本堂、衆寮、庫裡を新造し、結制を行った。また、末山・円光寺を開創した。円光寺墓地に「当山初祖南国胡珊大和尚」と記された角塔がある。

## 歴代住職
- 松巌芳祝
- 独州快尊
- 南国胡珊
- 光国龍威
- 宗如慈淵
- 千海玄曠
- 師山越有
- 通方慧眼
- 瑞応聖麟
- 説巌正宗
- 願応大誓
- 雷雲大轟
- 大通禅達
- 天安素童
- 義環大準
- 天寧良道
- 竺土大仙
- 鉄関大道
- 聡眼大達
- 碧雲天海
- 大麟寛雄
- 雲閑承宗